# Arie Romijn
Arie Romijn (Gorinchem, 4 december 1958) is een voormalig Nederlands profvoetballer die achtereenvolgens speelde voor FC Groningen, Feyenoord, FC Den Bosch, Vitesse en RBC. Tot 2014 speelde hij bij zaterdagamateurvereniging GJS te Gorinchem (in het vijfde elftal).

## Carrière
| seizoen | club         | competitie         | wed. | goals |
| ------- | ------------ | ------------------ | ---- | ----- |
| 1978/79 | FC Groningen | Eerste divisie     | 30   | 3     |
| 1978/79 | Feyenoord    | Eredivisie         | 1    | 0     |
| 1979/80 | FC Den Bosch | Eerste divisie     | 35   | 16    |
| 1980/81 | FC Den Bosch | Eerste divisie     | 30   | 10    |
| 1981/82 | FC Den Bosch | Eerste divisie     | 34   | 17    |
| 1982/83 | Vitesse      | Eerste divisie     | 22   | 7     |
| 1983/84 | FC Den Bosch | Eredivisie         | 11   | 3     |
| 1984/85 | SVW          | Tweede klas zondag |      |       |
| 1985/86 | RBC          | Eerste divisie     | 25   | 3     |